# Medicinale chemie

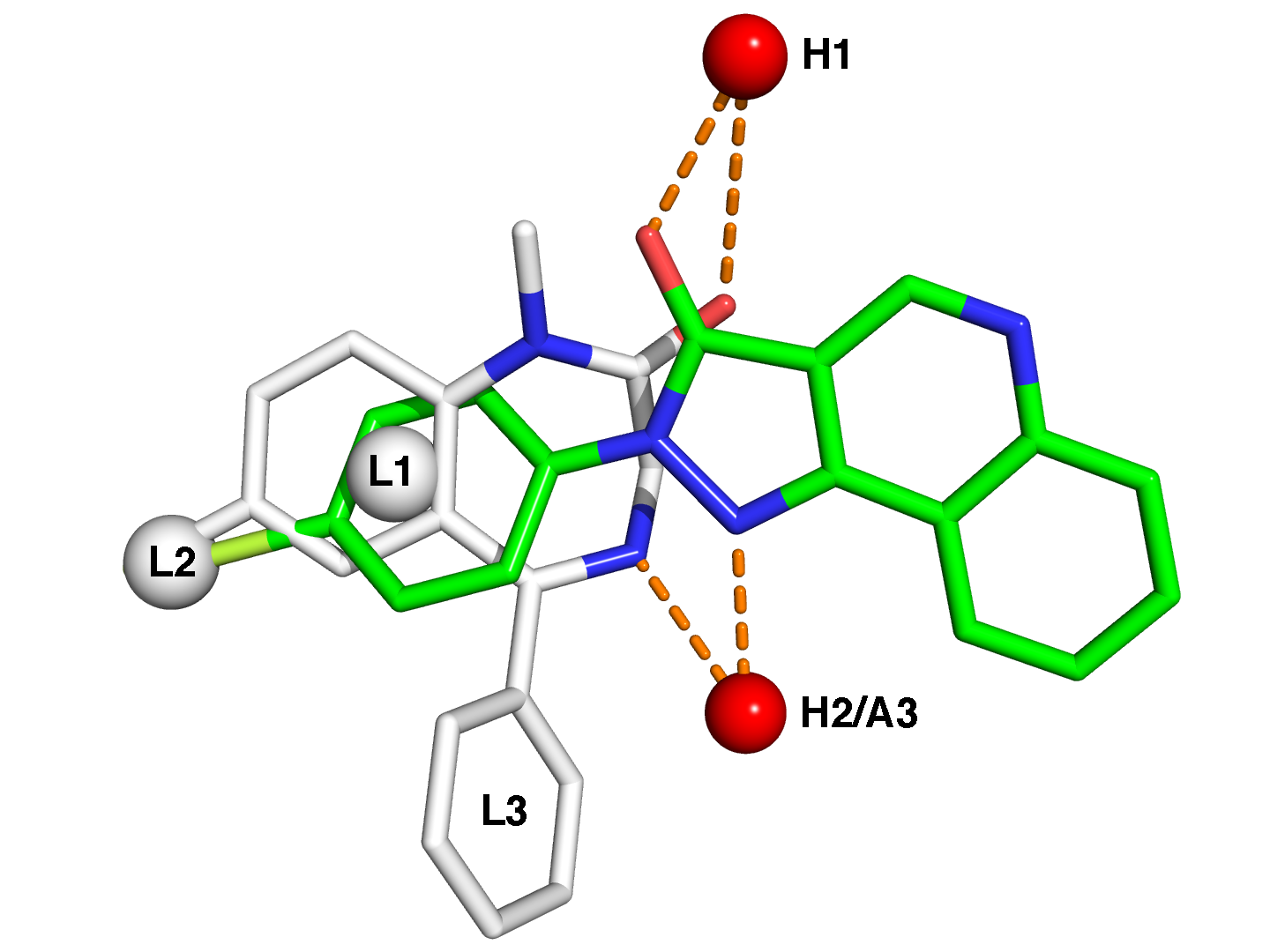
De medicinale chemie probeert therapeutische toepassingen te ontwikkelen op basis van scheikundige kennis: bijvoorbeeld de manier waarop benzodiazepine bindt aan een GABAA-receptor.

De medicinale chemie of farmaceutische chemie is een interdisciplinaire wetenschap die theorieën en methoden uit de scheikunde, meer bepaald de organische chemie, toepast in de farmacie. Ze bestudeert chemische stoffen die een potentieel gunstige invloed kunnen uitoefenen op een ontregeld organisme en is betrokken bij het ontwerp en de synthese van geneesmiddelen.
Medicinale chemie omvat de uitvinding, ontwikkeling, identificatie en bereiding van biologisch actieve componenten, de studie van het metabolisme, de interpretatie van hun werkingsmechanisme op moleculair en cellulair niveau en het opstellen van structuur-activiteitsrelaties. Tijdens het gehele onderzoeks- en ontwikkelingsproces worden concepten en methoden uit de farmacologie, geneeskunde, organische synthese, enzymologie, toxicologie, genetica, statistiek, theoretische chemie, biochemie en biotechnologie gebruikt.
Stoffen die als geneesmiddelen worden gebruikt, zijn doorgaans organische verbindingen. Deze worden opgedeeld in een aantal klassen, al naargelang hun fysiologische werking, de aanwezige functionaliteiten of de receptoren in het lichaam waarop zij binden. Organische verbindingen kunnen relatief klein zijn (zoals atorvastatine en acetylsalicylzuur), maar ook zeer groot (eiwitten, antilichamen, hormonen). Een kleinere groep geneesmiddelen is anorganisch van aard. Voorbeelden daarvan zijn metaalgebaseerde stoffen, zoals cisplatine en lithiumcarbonaat. Verder komen ook coördinatieverbindingen tussen organische liganden en metalen voor, zoals gadoxetaat.
Centraal binnen de medicinale chemie staat de synthetische aanpassing van bepaalde actieve verbindingen, die vervolgens worden gescreend op bepaalde targets, zoals proteïnen, enzymen of receptoren. Chemische modificatie kan leiden tot verbindingen met hogere dan wel lagere activiteit.
Een recente ontwikkeling is de toepassing van kwantummechanische en computationeel-chemische methoden bij het in silico ontwerpen van farmacologisch actieve verbindingen. Verscheidene algoritmen zijn hiervoor beschikbaar.